# St Columb’s Cathedral

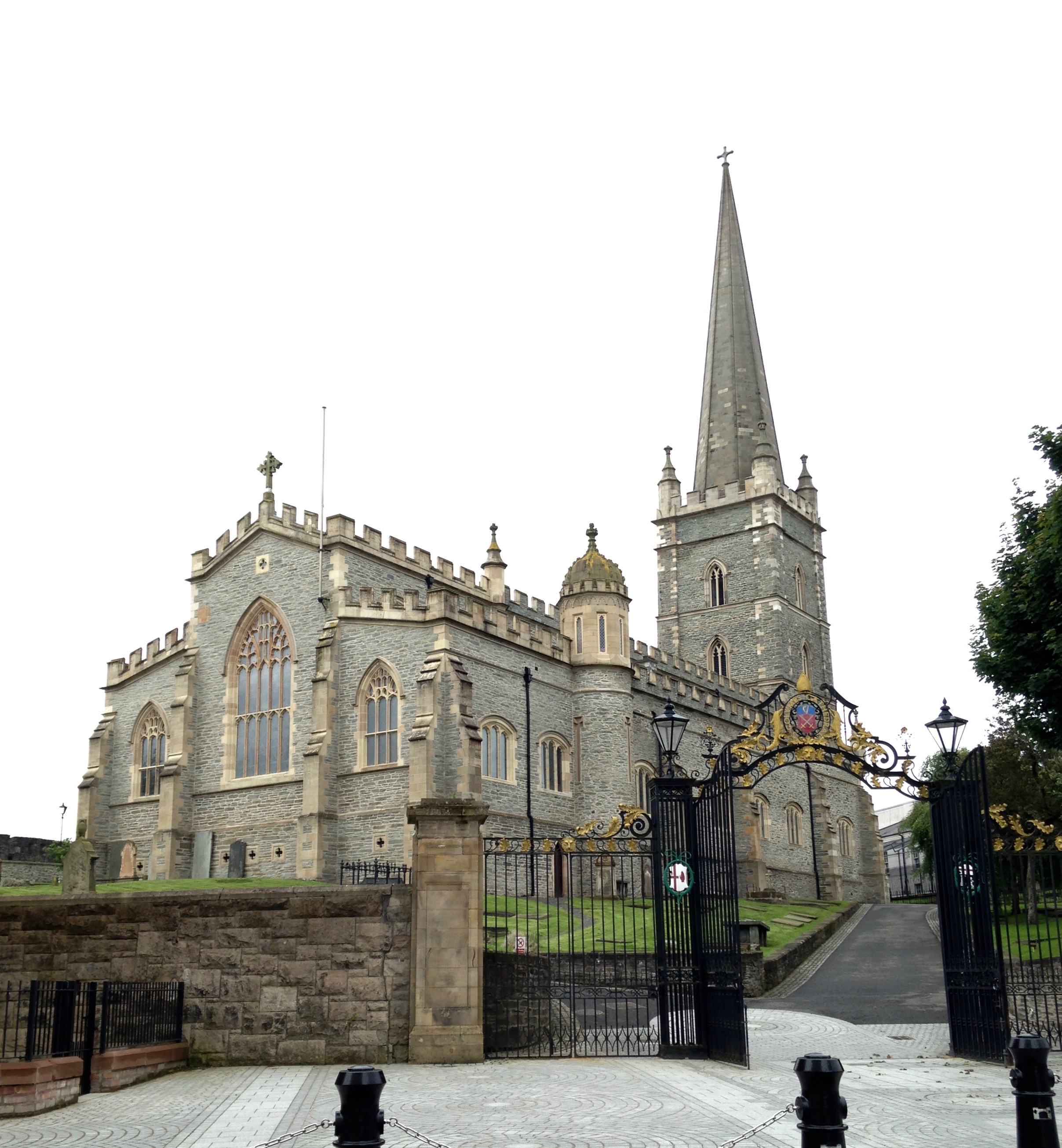
Sankt Columban

Die Kathedrale Sankt Columban (englisch St Columb’s Cathedral) in Derry bzw. Londonderry ist eine anglikanische Kathedrale in der Kirchenprovinz Armagh der Church of Ireland in Nordirland im Vereinigten Königreich. Sie ist dem heiligen Columban, einem der zwölf Apostel von Irland, geweiht, der das Christentum in die Region brachte, bevor er nach Schottland ging, um es auch dort einzuführen. Der Bau ist die Bischofskirche der anglikanischen Diözese von Derry und Raphoe (Counties Londonderry und Donegal) und die Pfarrkirche von Templemore.

## Geschichte

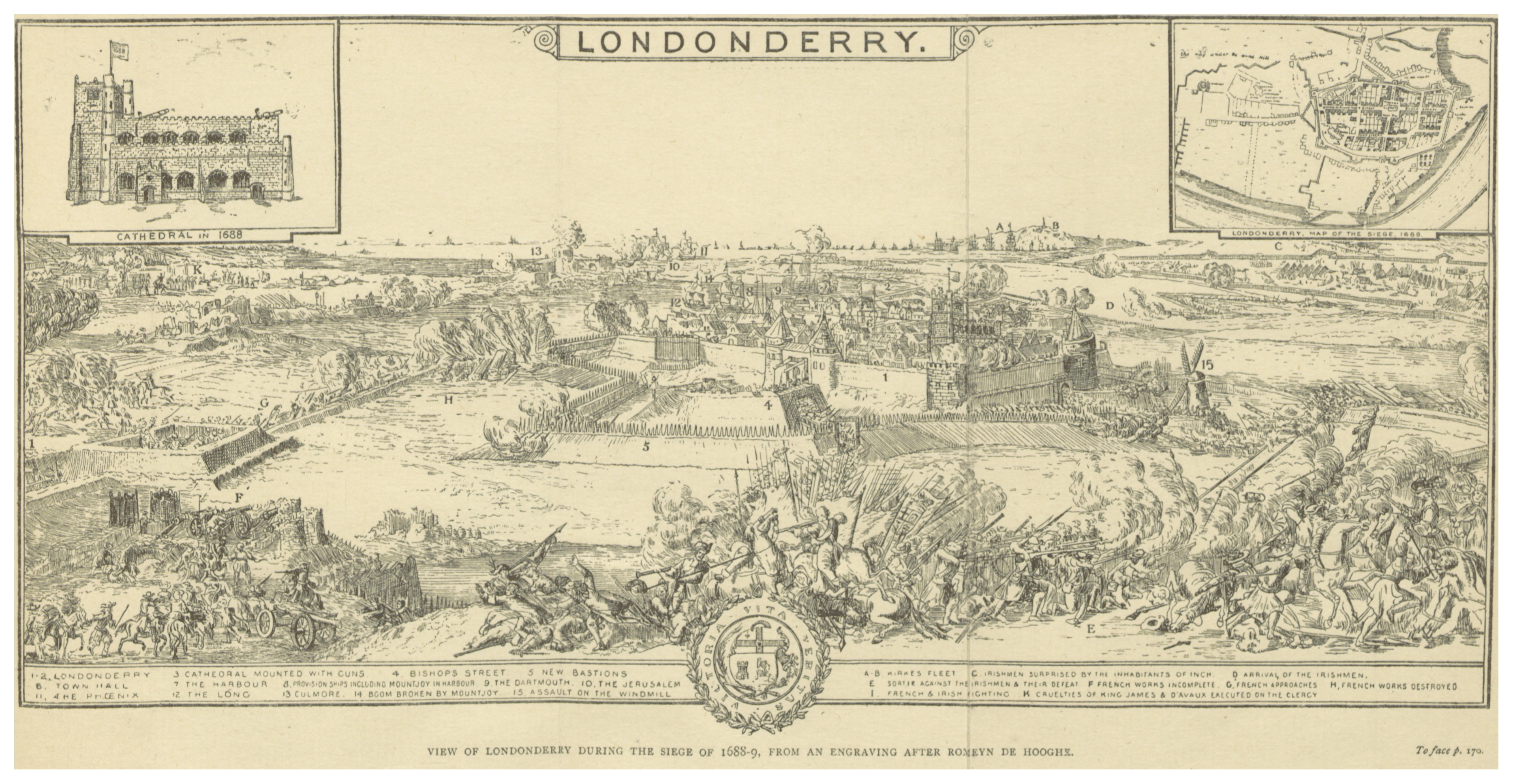
Während der Belagerung 1688-1689

Sankt Columban ist die erste anglikanische Kathedrale auf den Britischen Inseln, die nach der Reformation erbaut wurde. Ihre Grundsteinlegung erfolgte am 21. August 1628, und sie wurde 1633 von William Parrot im gotischen Stil (Planter’s Gothic) fertiggestellt.

## Beschreibung

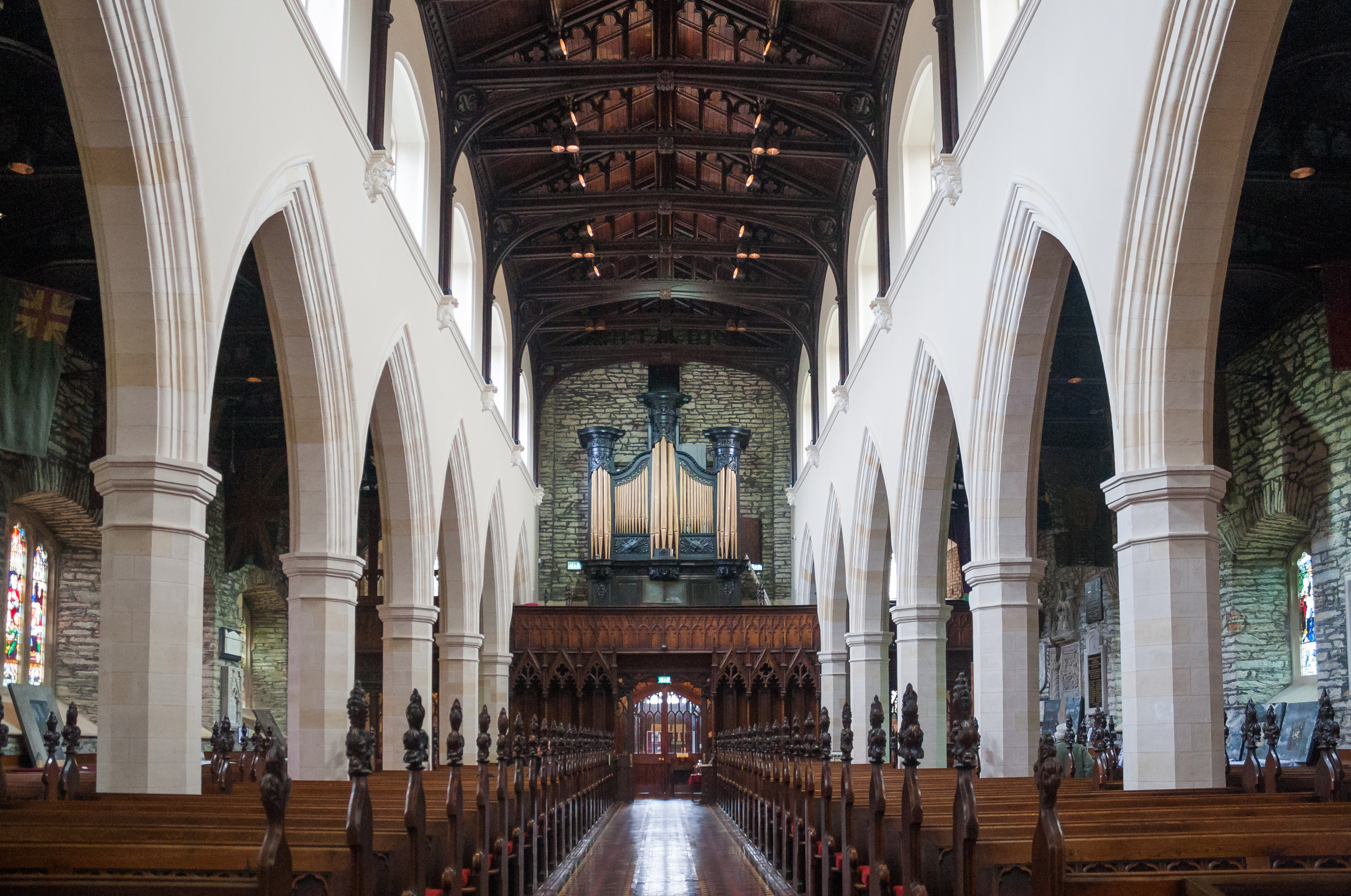
Innenansicht

In der Vorhalle befindet sich eine Reim-Inschrift, die, ebenso wie die Stadtnamensform Londonderry, auf die Plantation of Ulster und das Engagement der Londoner Livery Companies anspielt:
| If stones could speake then London’s prayse should sound who built this church and cittie from the grounde. | Wenn Steine sprechen könnten, dann sollte Londons Lobpreis ertönen, das diese Kirche und Stadt von Grund auf erbaut hat. |

Die Kathedrale beherbergt viele Dokumente aus der Zeit der Belagerung von Derry, darunter Porträts von Wilhelm III. von England und die ursprünglichen Schlösser und Schlüssel der Stadt. In ihr befindet sich auch ein Denkmal für den Victoria-Kreuz-Träger Valentine Munbee McMaster (1834–1872).
Die Saint Columb’s Cathedral hat die Adresse: 17 London Street, Londonderry.

## Belege
1. ↑  Kurzhistorie der Kathedrale auf stcolumbscathedral.org, Zugriff am 29. August 2023.

| St Columb’s Cathedral (Alternativbezeichnungen des Lemmas)                 |
| -------------------------------------------------------------------------- |
| Saint Columb’s Cathedral; Kathedrale Sankt Columban; St Columb’s Cathedral |

Koordinaten: 54° 59′ 38″ N, 7° 19′ 23″ W